# Liste d'élections en 2005
Chronologie des élections
- 2001
- 2002
- 2003
- 2004
- 2005
- 2006
- 2007
- 2008
- 2009

Cette liste recense les élections organisées durant l'année 2005. Elle inclut les élections législatives et présidentielles nationales dans les États souverains, ainsi que les référendums.

## Commentaires généraux
Les « révolutions de couleur » se poursuivent en Asie occidentale. La révolution du Cèdre au Liban en février aboutit au départ des troupes d'occupation syrienne, et l'alliance des partis hostiles à l'influence syrienne remporte les élections législatives du mois de juin. Au Kirghizistan, la révolution des Tulipes éclate en raison de soupçons sur la véracité des résultats annoncés à la suite des élections législatives en mars. Elle entraîne la fuite et la démission du président Askar Akaïev. Ailleurs dans cette même région, des régimes autoritaires se maintiennent toutefois au pouvoir par le biais d'élections peu démocratiques : en Ouzbékistan, l'opposition est interdite de participation au scrutin de janvier, tandis qu'en Azerbaïdjan l'opposition est sujette à des actes d'intimidation et de violence au moment des élections de novembre. Au Kazakhstan, le principal dirigeant de l'opposition est assassiné juste avant l'élection présidentielle en décembre, marquée par l'intimidation des opposants et par la fraude électorale.
En Europe, le projet de constitution pour l'Union européenne est approuvé par référendum par les citoyens espagnols (février) et luxembourgeois (juillet), mais rejeté par les citoyens français (mai) et néerlandais (juin), menant à son abandon. Cette même année, la coalition des sociaux-démocrates et des écologistes menée par Gerhard Schröder en Allemagne perd le pouvoir à l'occasion des élections législatives fédérales en septembre. Une coalition des chrétiens-démocrates et des sociaux-démocrates se met en place, menée par la nouvelle chancelière Angela Merkel. Au Royaume-Uni, les travaillistes conservent leur majorité à la Chambre des communes lors du scrutin du mois de mai ; Tony Blair demeure premier ministre.
Dans plusieurs États d'Afrique, des référendums en 2005 entérinent l'aboutissement de processus de paix à l'issue de guerres civiles. C'est le cas au Burundi, avec l'adoption d'une nouvelle constitution consensuelle par référendum en février ; en République démocratique du Congo, où il en va de même en décembre ; et en Algérie, où les citoyens approuvent en septembre une charte de paix et de réconciliation nationale. Au Libéria, les élections en octobre et novembre tournent également la page de la guerre civile. À l'inverse, l'annonce du résultat de l'élection présidentielle au Togo en avril entraîne des affrontements meurtriers entre des partisans de l'opposition et la police.
Aux Tonga, le très bon résultat des militants pour la démocratie aux élections législatives en mars marque une étape importante vers la transition démocratique au cours des années qui suivent. En Bolivie, la large victoire d'Evo Morales et de son parti Mouvement vers le socialisme en décembre constitue un changement politique significatif.

## Par mois

### Janvier
| Date            | Pays        | Élections      | Contexte | Résultats |
| --------------- | ----------- | -------------- | --- | --- |
| 9 janvier       | Ouzbékistan | Législatives   | 2d tour. Les partis d'opposition ayant été interdits de participation, seuls les partis affiliés au régime, ainsi que des candidats sans étiquette, prennent part au scrutin. | Le Parti libéral-démocrate (centre-droit, autoritaire, populiste) obtient la majorité relative des sièges, la quasi-totalité des autres revenant à ses alliés. Shavkat Mirziyoyev (Parti démocrate national du sacrifice de soi) demeure premier ministre.                                                                     |
| 9 janvier       | Palestine   | Présidentielle | Première élection présidentielle depuis 1996. Elle fait suite à la mort de Yasser Arafat. | Mahmoud Abbas (Fatah : centre-gauche, laïc) est élu avec 62,5 % des voix face à six autres candidats. |
| 2 et 16 janvier | Croatie     | Présidentielle | Le président Stjepan Mesić, élu en 2000 sous les couleurs du Parti populaire (social-libéral, pro-européen) se présente sans étiquette pour briguer un second mandat, un président en exercise n'ayant constitutionnellement pas le droit d'être membre d'un parti politique.                                                         | Stjepan Mesić est réélu au second tour avec 65,9 % des voix face à Jadranka Kosor (Union démocratique : droite). |
| 22 janvier      | Maldives    | Législatives   | Prévues initialement fin décembre 2004, ces élections ont été reportées à janvier 2005 en raison des séisme et tsunami du 26 décembre. Les Maldives à cette date sont sous régime autoritaire. Les partis politiques sont interdits. Tous les candidats se présentent sans étiquette, bien qu'étant affiliés à différents mouvements. | Les partisans du gouvernement conservent la majorité absolue des sièges. |
| 30 janvier      | Irak        | Législatives   | Premières élections après l'invasion de l'Irak par les États-Unis et le Royaume-Uni en 2003. Une série d'attaques armées par des islamistes contre des bureaux de vote, dont plusieurs attentats suicide, tuent trente-cinq personnes. La peur du terrorisme dissuade de nombreux citoyens de voter.                                  | L'Alliance irakienne unifiée, coalition principalement constituée de partis islamistes chiites, remporte de peu la majorité absolue des sièges. Ibrahim al-Jaafari (Alliance) devient premier ministre. L'assemblée issue de ces élections ratifie la nouvelle constitution, puis de nouvelles élections ont lieu en décembre. |

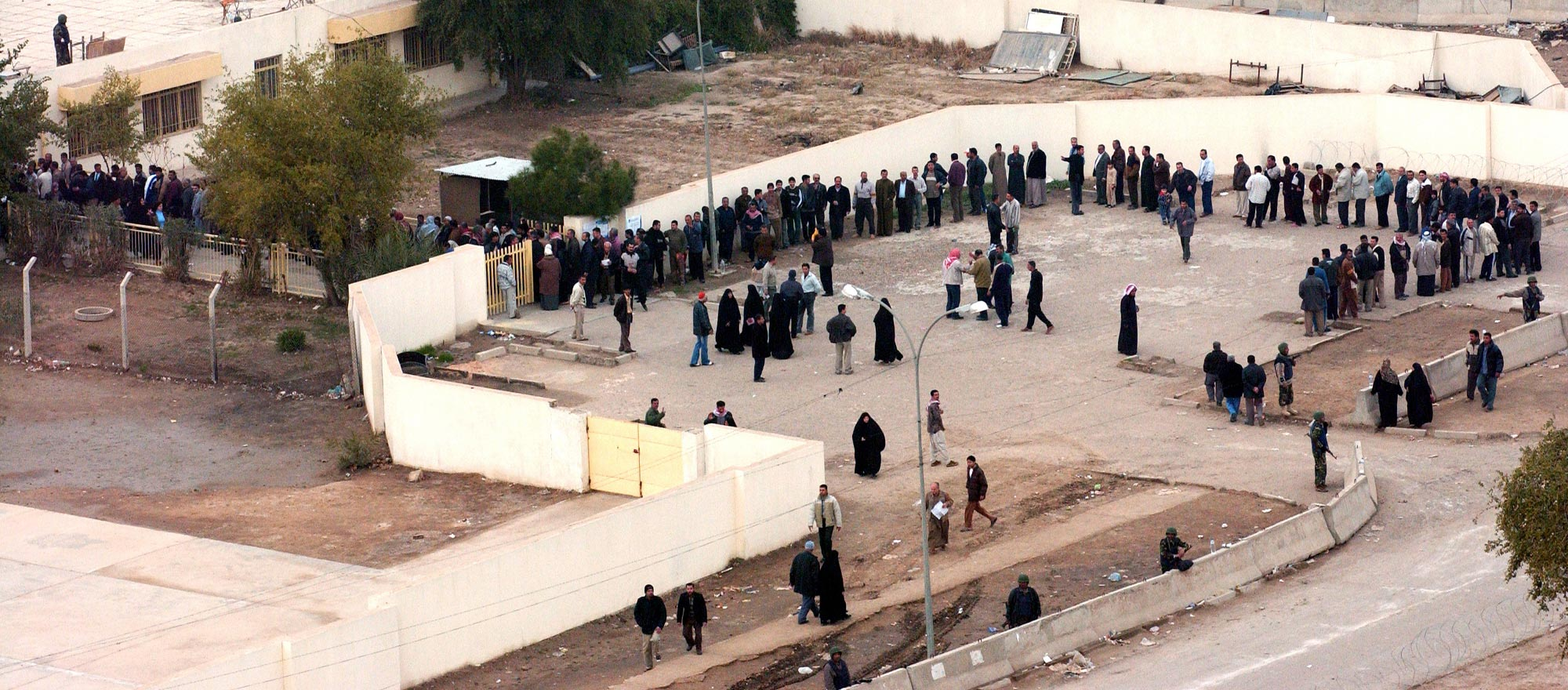
File d'électeurs devant un bureau de vote à Bagdad pour les élections législatives de janvier.

### Février
| Date       | Pays           | Élections    | Contexte | Résultats |
| ---------- | -------------- | ------------ | --- | --- |
| 6 février  | Thaïlande      | Législatives | | Le parti Thai rak Thai (populiste) conserve la majorité absolue des sièges. Thaksin Shinawatra demeure premier ministre. |
| 8 février  | Danemark       | Législatives | | La coalition du parti Venstre (libéral-conservateur) et du Parti populaire conservateur (libéral-conservateur) conserve la majorité relative des sièges, et conserve le pouvoir avec l'appui du Parti populaire (droite nationaliste et populiste). Anders Fogh Rasmussen (Venstre) demeure premier ministre. |
| 20 février | Chypre du Nord | Législatives | Chypre du Nord est un État de facto souverain mais non-reconnu sur la scène internationale. Élections anticipées, le gouvernement en place ayant perdu sa majorité parlementaire. | Le Parti républicain turc (social-démocrate), au pouvoir, conserve la majorité relative des sièges, mais manque de peu la majorité absolue. Il forme un gouvernement de coalition avec le Parti démocrate (conservateur). Mehmet Ali Talat (républicain) demeure premier ministre jusqu'à son élection à la présidence de la République en avril, puis est remplacé comme premier ministre par Ferdi Sabit Soyer (républicain). |
| 20 février | Espagne        | Référendum   | Les citoyens sont invités à se prononcer pour ou contre la proposition de constitution pour l'Union européenne. | Le « oui » l'emporte à 81,8 %. La constitution est toutefois rejetée par les citoyens français et néerlandais en mai et juin, et n'est donc pas adoptée. |
| 20 février | Portugal       | Législatives | | Alternance. Le Parti socialiste (centre-gauche) remporte la majorité absolue des sièges pour la première fois. José Sócrates devient premier ministre. |
| 27 février | Kirghizistan   | Législatives | 1er tour. | - |
| 27 février | Tadjikistan    | Législatives | 1er tour. | - |
| 28 février | Burundi        | Référendum   | Dans le cadre de l'accord de paix mettant fin à la guerre civile inter-ethnique débutée en 1993, les citoyens sont appelés à se prononcer sur une proposition de nouvelle constitution. Celle-ci organise une répartition ethnique des sièges du corps législatif, entre les Hutus, les Tutsis et les Twa. Elle prévoit également l'élection du président de la République au suffrage universel direct. | La constitution est approuvée par 92,0 % des votants. Des élections législatives ont lieu en juillet. |

### Mars
| Date    | Pays                        | Élections                      | Contexte | Résultats |
| ------- | --------------------------- | ------------------------------ | --- | --- |
| 6 mars  | Moldavie                    | Législatives                   | | Le Parti des communistes conserve la majorité absolue des sièges. Vasile Tarlev demeure premier ministre. Le 4 avril, le Parlement réélit le communiste Vladimir Voronin à la présidence de la République. |
| 8 mars  | États fédérés de Micronésie | Législatives                   | Élections de mi-mandat, concernant dix des quatorze membres du Congrès. Il n'existe pas de partis politiques. | Tous les membres du Congrès sont élus sans étiquette. |
| 13 mars | Kirghizistan                | Législatives                   | 2d tour. | La plupart des élus sont sans étiquette, mais généralement favorables au gouvernement. Les résultats complets ne sont jamais publiés ; l'annonce des premiers résultats, considérés par beaucoup comme frauduleux, déclenche la révolution des Tulipes, la troisième des « révolutions de couleur » dans l'ex-URSS. Elle entraîne la fuite et la démission du président Askar Akaïev. Une élection présidentielle a lieu en juillet. |
| 13 mars | Liechtenstein               | Législatives                   | | Parlement sans majorité. Le Parti progressiste des citoyens (droite national-conservatrice) perd la majorité absolue des sièges, mais conserve la majorité relative. Il forme un gouvernement de coalition avec l'Union patriotique (centre-droit chrétien-démocrate). Otmar Hasler (PPC) demeure premier ministre. |
| 13 mars | République centrafricaine   | Législatives et présidentielle | 1er tour. | - |
| 13 mars | Tadjikistan                 | Législatives                   | 2d tour. | Le Parti démocrate populaire (autoritaire, populiste, laïc) conserve la large majorité des sièges. Oqil Oqilov (PDP) demeure premier ministre. |
| 17 mars | Tonga                       | Législatives                   | Seuls neuf des trente membres du Parlement sont élus par le peuple. Les autres sont élus par la noblesse ou bien nommés par le roi. Le premier ministre est nommé par le roi indépendamment de la majorité parlementaire. | Le Mouvement pour les droits de l’homme et la démocratie remporte sept des neuf sièges alloués aux élus du peuple. Le prince héritier ʻAhoʻeitu Tukuʻaho demeure initialement premier ministre, puis démissionne en février 2006 à la suite de manifestations populaires pour la démocratie. Feleti Sevele, membre du MDHD, est alors nommé à sa succession.                                                                         |
| 31 mars | Zimbabwe                    | Législatives                   | Amnesty International dénonce les intimidations faites aux partisans de l'opposition. | Le parti ZANU-PF (nationalisme noir, 'socialisme conservateur', populiste) conserve la majorité absolue des sièges, atteignant la majorité des deux-tiers nécessaire pour amender la constitution. Des élections sénatoriales au suffrage direct ont lieu en novembre. |

### Avril
| Date           | Pays           | Élections      | Contexte | Résultats |
| -------------- | -------------- | -------------- | --- | --- |
| 8 avril        | Djibouti       | Présidentielle | L'opposition renonce à présenter de candidat, estimant la victoire impossible. Seul candidat en lice, le président sortant mène néanmoins campagne activement.                                 | N'ayant pas d'adversaire, Ismaïl Omar Guelleh (Rassemblement populaire pour le progrès : gauche) est réélu avec 100 % des suffrages exprimés, avec un taux de participation de 71,7 %, et 3,2 % de votes blancs ou nuls. |
| 17 avril       | Chypre du Nord | Présidentielle | Chypre du Nord est un État de facto souverain mais non-reconnu sur la scène internationale. Le président sortant Rauf Denktaş (sans étiquette ; conservateur et libéral) ne se représente pas. | Le premier ministre Mehmet Ali Talat (Parti républicain turc : social-démocrate) est élu président de la République avec 55,6 % des voix face à huit autres candidats. |
| 18 et 19 avril | Vatican        | Conclave       | Élection du pape par les cardinaux de l'Église catholique romaine à la suite du décès du pape Jean-Paul II. Le pape est chef de l'État de la Cité du Vatican.                                  | Le conclave élit le cardinal allemand Joseph Ratzinger, qui prend le nom de Benoît XVI. |
| 24 avril       | Andorre        | Législatives   | | Les Libéraux (centre-droit) perdent un siège, perdant ainsi la majorité absolue mais conservant la majorité relative avec exactement la moitié des sièges. Albert Pintat (libéral) devient premier ministre, avec l'appui de deux autres députés de centre-droit. |
| 24 avril       | Togo           | Présidentielle | Élection anticipée, à la suite de la mort du président Gnassingbé Eyadéma. | Faure Gnassingbé (Rassemblement du peuple), fils du président défunt, est élu avec 60,2 % des voix face à trois autres candidats, dont Emmanuel Bob-Akitani (Union des forces de changement : centriste, libéral), qui obtient 38,2 %. L'annonce des résultats est suivie d'affrontements entre des partisans de l'opposition et la police, faisant une centaine de morts. Des milliers de personnes fuient le pays vers le Ghana et le Bénin. |
| 30 avril       | Niue           | Législatives   | Il n'existe pas de partis politiques. | Les députés sont tous élus sans étiquette. La très grande majorité des députés sortants sont réélus. Young Vivian demeure premier ministre. |

### Mai
| Date   | Pays                      | Élections                      | Contexte | Résultats |
| ------ | ------------------------- | ------------------------------ | --- | --- |
| 5 mai  | Dominique                 | Législatives                   | | Le Parti travailliste (centre-gauche), qui disposait de la majorité relative des sièges, remporte cette fois la majorité absolue. Roosevelt Skerrit (travailliste) demeure premier ministre. |
| 5 mai  | Royaume-Uni               | Législatives                   | | Le Parti travailliste (centre-gauche) conserve la majorité absolue des sièges. Tony Blair demeure premier ministre. |
| 8 mai  | République centrafricaine | Législatives et présidentielle | 2d tour. Les élections font suite au coup d'État par lequel François Bozizé a pris le pouvoir en 2003. Le président déchu Ange-Félix Patassé n'est pas autorisé à se présenter à ce scrutin.                                                                                                 | Parlement sans majorité. L'alliance Convergence nationale - Kwa Na Kwa (social-démocrate) remporte la majorité relative des sièges. François Bozizé (sans étiquette, mais soutenu par la Convergence nationale - Kwa Na Kwa) est élu président de la République avec 64,6 % des voix au second tour face à Martin Ziguélé (Mouvement de libération du peuple centrafricain : socialiste). Élie Doté, technocrate sans étiquette politique, est nommé premier ministre. |
| 15 mai | Éthiopie                  | Législatives                   | Les élections se déroulent en présence d'observateurs de l'Union européenne, qui notent un manque de transparence dans le processus de décompte des bulletins. Le 8 juin, durant une manifestation d'opposition post-électorale, trente-six personnes sont tuées par les forces de sécurité. | Le Front démocratique révolutionnaire des peuples éthiopiens (extrême-gauche) conserve la majorité absolue des sièges. |
| 22 mai | Mongolie                  | Présidentielle                 | Ayant effectué deux mandats, le président sortant Natsagiyn Bagabandi (Parti du peuple) ne se représente pas, conformément à la constitution. | Nambaryn Enkhbayar (Parti du peuple : social-démocrate) est élu dès le premier tour avec 54,2 % des voix, face à trois autres candidats. |
| 25 mai | Égypte                    | Référendum                     | Les citoyens sont appelés à se prononcer sur une proposition de nouvelle constitution qui instaurerait des élections présidentielles multipartites, permettant en principe aux partis d'opposition d'y prendre part.                                                                         | La proposition est approuvée par 82,9 % des votants. Une élection présidentielle a lieu en septembre. |
| 25 mai | Suriname                  | Législatives                   | | Parlement sans majorité. Le Nouveau front pour la démocratie et le développement (centre-gauche) perd sa majorité absolue des sièges, mais conserve la majorité relative. Ronald Venetiaan (NFDD) est réélu président de la République par un collège électoral constitué des députés et des membres de conseils locaux. |
| 29 mai | France                    | Référendum                     | Les citoyens sont invités à se prononcer pour ou contre la proposition de constitution pour l'Union européenne. | Le « non » l'emporte à 54,7 %, faisant de la France le premier État à rejeter le traité. Les citoyens néerlandais le rejettent également par référendum trois jours plus tard. |

### Juin
| Date              | Pays          | Élections                  | Contexte | Résultats |
| ----------------- | ------------- | -------------------------- | --- | --- |
| 1er juin          | Pays-Bas      | Référendum                 | Les citoyens sont invités à se prononcer pour ou contre la proposition de constitution pour l'Union européenne. | Le « non » l'emporte à 61,5 %, trois jours après le rejet de la constitution par les citoyens français. |
| 5 juin            | Suisse        | Référendum                 | Les citoyens sont invités à se prononcer pour ou contre l'entrée de la Suisse dans l'espace Schengen, ainsi que, séparément, pour ou contre l'instauration d'un partenariat enregistré pour les couples de même sexe. | La première proposition est approuvée par 54,6 % des votants, et la seconde par 58,0 %. |
| 6 juin            | Tchad         | Référendum constitutionnel | La population est appelée à approuver des amendements constitutionnels permettant au président Idriss Déby de briguer un troisième mandat à la tête de l'État en 2006. Il s'agit également de remplacer le Sénat par un Conseil culturel, économique et social, et de permettre au président d'amender désormais lui-même la constitution. L'opposition est partagée entre faire campagne pour le « non » ou appeler au boycott du vote. | Les amendements sont approuvés par 65,8 % des votants, avec un taux de participation de 57,8 %. |
| 12 juin           | Italie        | Référendum                 | Référendum d'initiative populaire. Les citoyens sont invités à se prononcer pour ou contre l'abrogation de quatre articles d'une loi de 2004 restreignant la procréation médicalement assistée et la recherche sur les embryons. Le pape Benoît XVI appelle les Italiens à s'abstenir, afin d'invalider le résultat. | Les propositions d'abrogation sont toutes approuvées par plus de 78 % des votants, mais le faible taux de participation (25,7 %) rend les résultats invalides. |
| 19 juin           | Guinée-Bissau | Présidentielle             | 1er tour. | - |
| 19 juin           | Haut-Karabagh | Législatives               | Le Haut-Karabagh est un État de facto souverain mais non-reconnu par la communauté internationale. | Les deux partis du gouvernement sortant -Mère-patrie libre (centre-droit) et le Parti démocrate (centre-droit)- conservent ensemble la majorité absolue des sièges. Anushavan Danielian (sans étiquette) demeure premier ministre. |
| 29 mai au 20 juin | Liban         | Législatives               | Ces élections font suite à la révolution du Cèdre en février, qui a abouti au retrait des troupes d'occupation syrienne en avril. Les partis se constituent en deux blocs : opposés ou favorables à l'influence syrienne sur le pays. | L'Alliance du 14-Mars (large alliance des partis opposés à l'influence syrienne : conservateurs, sociaux-démocrates, libéraux, chrétiens-démocrates, islamistes...) remporte la majorité absolue des sièges, face aux pro-syriens de l'Alliance du 8-Mars (dont les chrétiens du Courant patriotique libre, et le Hezbollah, mais aussi divers partis de droite et de gauche, chrétiens, musulmans ou laïcs). Fouad Siniora (Alliance du 14-Mars) devient premier ministre. |
| 17 et 24 juin     | Iran          | Présidentielle             | Le Conseil des gardiens de la Constitution approuve les candidatures de quatre conservateurs et de quatre réformistes (dont un se retire par la suite). | Le conservateur Mahmoud Ahmadinejad (Alliance des bâtisseurs de l'Iran islamique : droite populiste) est élu au second tour avec 61,7 % des voix face au conservateur modéré Hachemi Rafsandjani (Association du clergé militant : 'droite pragmatique', relativement libérale en économie). Le réformiste le mieux placé, Mehdi Karoubi (Parti de la solidarité de l'Iran islamique : centre-gauche) termine troisième au premier tour, avec 17,2 % des voix.              |
| 25 juin           | Bulgarie      | Législatives               | | Parlement sans majorité. Alternance. Le Parti socialiste et ses alliés de la Coalition pour la Bulgarie (gauche et centre-gauche) remportent la majorité relative des sièges. Ils forment un gouvernement de coalition avec le Mouvement national Siméon II (centriste, libéral, populiste) et le Mouvement des droits et des libertés (centriste, libéral et représentant les minorités musulmanes). Sergueï Stanichev (socialiste) devient premier ministre.              |

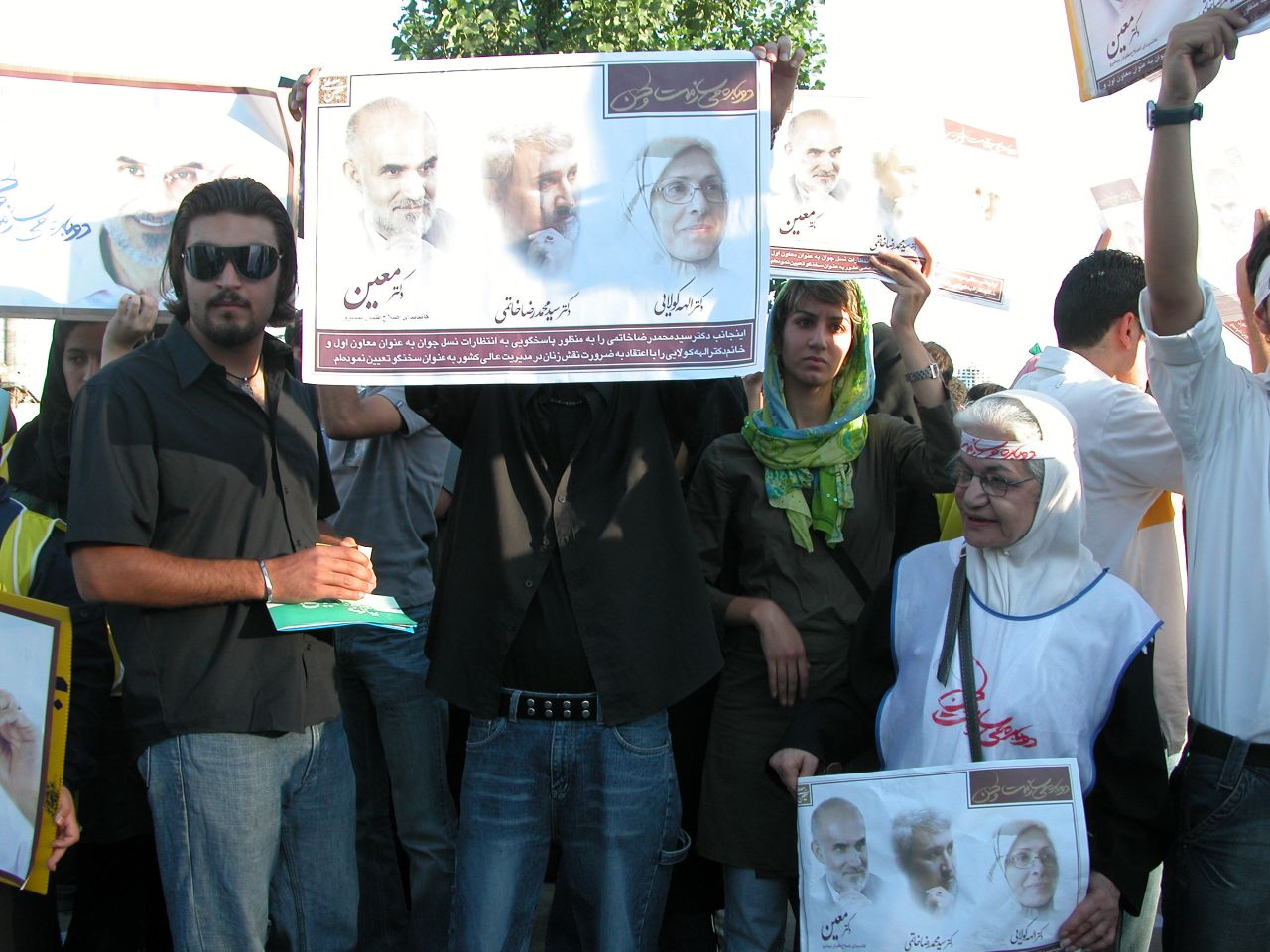
Campagne électorale des partisans du candidat réformiste Mostafa Mo'in en amont de l'élection présidentielle en Iran.

### Juillet
| Date       | Pays          | Élections      | Contexte | Résultats |
| ---------- | ------------- | -------------- | --- | --- |
| 3 juillet  | Albanie       | Législatives   | L'OSCE dénonce des irrégularités, dont des actes d'intimidation et de corruption électorale. | Alternance. L'alliance des partis d'opposition, dont le Parti démocrate (centre-droit libéral-conservateur) et le Parti républicain (droite national-conservatrice), remporte la majorité absolue des sièges. Sali Berisha (Parti démocrate) devient premier ministre. |
| 3 juillet  | Maurice       | Législatives   | | Alternance. L'Alliance sociale (qui rassemble des partis sociaux-démocrates, socialistes et écologistes) remporte la majorité absolue des sièges, face à la majorité gouvernementale sortante (la coalition du Mouvement militant mauricien et du Mouvement socialiste militant). Navin Ramgoolam (Parti travailliste : centre-gauche, membre de l'Alliance sociale) devient premier ministre. |
| 3 juillet  | Saint-Marin   | Référendum     | Les citoyens sont invités à se prononcer, séparément, sur quatre propositions de réformes de la loi électorale. | Les quatre propositions sont chacune approuvée par plus de 66 % des votants, mais le faible taux de participation (21,7 %) invalide les résultats. |
| 4 juillet  | Burundi       | Législatives   | Ces élections marquent la fin de la guerre civile inter-ethnique débutée en 1993. En application de la nouvelle constitution, les sièges sont répartis selon des critères ethniques entre les Hutus, les Tutsis et les Twa. Chaque parti est tenu de présenter des candidats issus de différentes communautés ethniques. Des forces de maintien de paix des Nations unies sont déployées auprès des bureaux de vote. | Alternance. Le parti CNDD-FDD, ancienne milice hutue durant la guerre civile, remporte la majorité absolue des sièges à l'Assemblée nationale. Il remporte également la majorité absolue au Sénat, élu au scrutin indirect le 29 juillet. Le 19 août, les deux chambres du Parlement élisent Pierre Nkurunziza (CNDD-FDD) à la présidence de la République.                                    |
| 10 juillet | Kirghizistan  | Présidentielle | Élection anticipée à la suite de la révolution des Tulipes au mois de mars, et à la fuite et la démission du président Askar Akaïev. | Kourmanbek Bakiev (Mouvement populaire : alliance de partis d'opposition à l'ancienne régime, dont les communistes) est élu dès le premier tour avec 88,9 % des voix, face à cinq autres candidats. |
| 10 juillet | Luxembourg    | Référendum     | Les citoyens sont invités à se prononcer pour ou contre la proposition de constitution pour l'Union européenne. | Le « oui » l'emporte à 56,5 %. La constitution ayant déjà été rejetée par référendum par les citoyens français et néerlandais, elle n'est toutefois pas adoptée. |
| 13 juillet | Guinée-Bissau | Présidentielle | 2d tour. Le président par intérim sortant Henrique Rosa ne se présente pas. | João Bernardo Vieira (sans étiquette) est élu avec 52,4 % des voix face à Malam Bacai Sanhá (Parti africain pour l'indépendance : gauche). |

### Août
| Date    | Pays      | Élections      | Contexte | Résultats                                               |
| ------- | --------- | -------------- | --- | ------------------------------------------------------- |
| 17 août | Singapour | Présidentielle | L'élection n'a pas lieu, toutes les candidats sauf le président sortant étant déclarés inéligibles par le Comité des élections présidentielles. | Sellapan Ramanathan (sans étiquette) est déclaré réélu. |

### Septembre
| Date               | Pays             | Élections      | Contexte | Résultats |
| ------------------ | ---------------- | -------------- | --- | --- |
| 7 septembre        | Égypte           | Présidentielle | Première élection présidentielle multipartite de l'histoire du pays ; les précédentes étaient des élections à candidat unique. Ayman Nour, principal candidat d'opposition, est emprisonné pendant deux mois en amont du vote, puis relâché et autorisé à concourir. L'organisation des Frères musulmans (islamiste) est interdite de participation, comme tout autre mouvement religieux. Le taux de participation n'atteint que 22,9 %. | Hosni Moubarak (Parti national démocratique : centriste, autoritaire, laïc) est réélu avec 88,6 % des voix. Ayman Nour (Parti de demain : centriste, libéral, laïc) termine deuxième avec 7,3 %. Des élections législatives ont lieu en novembre et décembre. |
| 11 septembre       | Japon            | Législatives   | | Le Parti libéral-démocrate (national-conservateur, droite populiste), qui disposait de la majorité relative, remporte cette fois la majorité absolue des sièges. Junichiro Koizumi demeure premier ministre. |
| 11 et 12 septembre | Norvège          | Législatives   | | Alternance. L'alliance du Parti travailliste (centre-gauche), du Parti socialiste de gauche (gauche éco-socialiste) et du Parti du centre remporte la majorité absolue des sièges. Jens Stoltenberg (travailliste) devient premier ministre. |
| 17 septembre       | Nouvelle-Zélande | Législatives   | | Parlement sans majorité. Le Parti travailliste (centre-gauche) conserve la majorité relative des sièges. Helen Clark (travailliste) demeure première ministre, en coalition avec l'unique député du Parti progressiste (gauche), et avec l'appui de plusieurs petits partis. |
| 18 septembre       | Afghanistan      | Législatives   | Premières élections législatives depuis 1988, le pays étant entré en guerre civile en 1989, puis étant sous le régime des talibans (islamistes) jusqu'en 2001. La plupart des candidats se présentent sans étiquette. | Parlement sans majorité, divisé en de nombreuses factions. |
| 18 septembre       | Allemagne        | Législatives   | | Parlement sans majorité. Alternance. L'alliance CDU/CSU (conservateurs chrétiens-démocrates) devance de peu le Parti social-démocrate (SPD, centre-gauche) au pouvoir, et obtient la majorité relative des sièges. Ces deux partis subissent néanmoins un recul, tandis que le Parti libéral-démocrate (FDP, centre-droit libéral) et surtout le Parti du socialisme démocratique (PDS, gauche) progressent. Le CDU/CSU et le SPD forment un gouvernement de coalition, avec Angela Merkel (CDU) pour chancelière. |
| 25 septembre       | Pologne          | Parlementaires | | Parlement sans majorité. Alternance. Le parti Droit et justice (droite national-conservatrice, populiste et eurosceptique) remporte la majorité relative des sièges. Il ne parvient pas à former une coalition, mais forme un gouvernement minoritaire avec Kazimierz Marcinkiewicz pour premier ministre, soutenu par les partis Autodéfense (extrême-droite) et Ligue des familles polonaises (extrême-droite). Ces deux partis entrent au gouvernement en mai 2006.                                             |
| 25 septembre       | Suisse           | Référendum     | Les citoyens sont invités à se prononcer pour ou contre l'extension de l'accord de libre-circulation aux citoyens des États nouvellement entrés dans l'Union européenne. | La proposition est approuvée par 56,0 % des votants. |
| 29 septembre       | Algérie          | Référendum     | Les citoyens sont invités à se prononcer sur la Charte pour la paix et la réconciliation nationale, à l'issue de la guerre civile (1991-2002). | La charte est approuvée par 97,4 % des votants, avec un taux de participation de 79,8 %. |
| 29 septembre       | Somaliland       | Législatives   | Premières élections législatives depuis la déclaration d'indépendance du pays en 1991. Le Somaliland est un État de facto souverain mais non-reconnu par la communauté internationale. | Parlement sans majorité. Le Parti unifié, démocrate et populaire (centriste) remporte la majorité relative des sièges. |

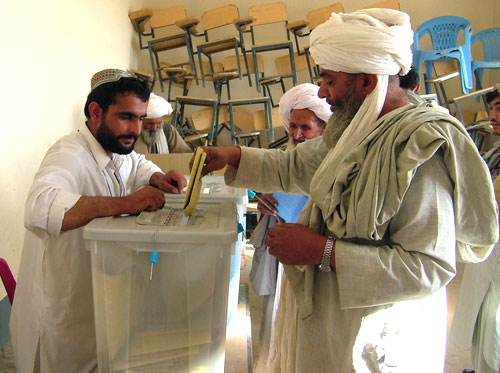
Déroulement des élections législatives afghanes en septembre.
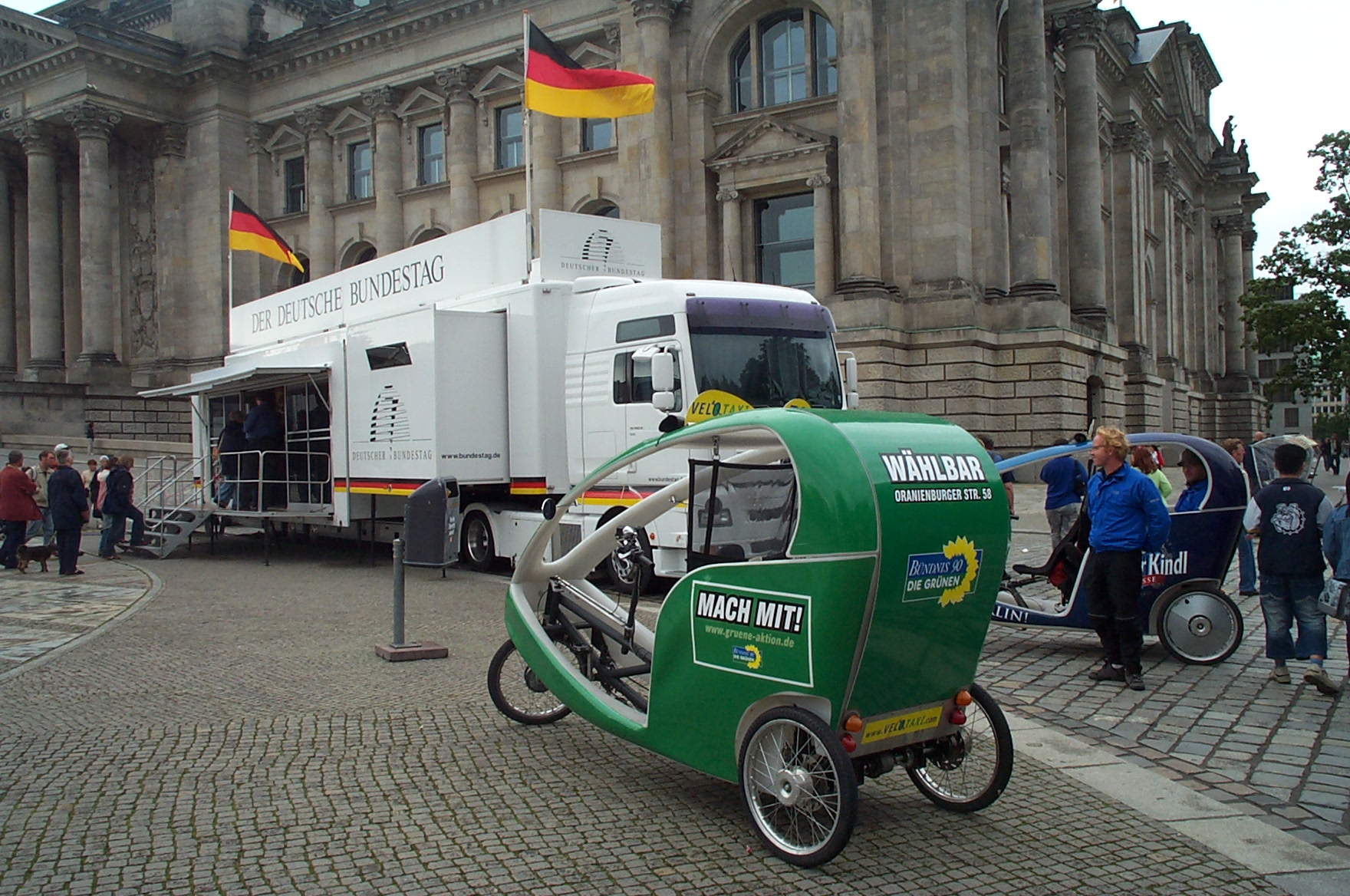
Vélo-taxi de campagne du parti Alliance 90 / Les Verts devant le Bundestag à Berlin, pour les élections législatives allemandes.

### Octobre
| Date            | Pays      | Élections                      | Contexte | Résultats |
| --------------- | --------- | ------------------------------ | --- | --- |
| 11 octobre      | Liberia   | Législatives et présidentielle | Tour unique des législatives, et 1er tour de la présidentielle. Ces élections font suite à la deuxième guerre civile libérienne (1999-2003), et restaurent un gouvernement élu, à la suite d'un gouvernement de transition. | Parlement sans majorité. Le parti Congrès pour le changement démocratique obtient la majorité relative à la Chambre des représentants, avec près d'un quart des sièges. La Coalition pour la transformation du Libéria arrive en tête au Sénat, avec sept sièges sur trente. |
| 15 octobre      | Irak      | Référendum constitutionnel     | Les citoyens sont invités à se prononcer sur une proposition de nouvelle constitution. | La constitution est approuvée par 78,6 % des votants. |
| 9 et 23 octobre | Pologne   | Présidentielle                 | Ayant effectué les deux mandats permis par la constitution, le président sortant Aleksander Kwaśniewski (sans étiquette, centre-gauche) ne se représente pas.                                                               | Lech Kaczyński (parti Droit et justice : droite national-conservatrice, populiste et eurosceptique) est élu au second tour avec 54,0 % des voix face à Donald Tusk (Plate-forme civique : centre-droit libéral-conservateur et pro-européen).                                |
| 23 octobre      | Argentine | Législatives                   | | Le Front pour la victoire (alliance des partis de gouvernement : péronistes, sociaux-démocrates, humanistes, communistes et radicaux) remporte la majorité absolue des sièges dans les deux chambres.                                                                        |
| 23 octobre      | Brésil    | Référendum                     | Les citoyens sont appelés à se prononcer pour ou contre la proposition d'interdiction des armes à feu dans le pays. | La proposition est rejetée par 63,9 % des votants. |

### Novembre
| Date        | Pays          | Élections                      | Contexte | Résultats |
| ----------- | ------------- | ------------------------------ | --- | --- |
| 6 novembre  | Azerbaïdjan   | Législatives                   | Human Rights Watch et d'autres organisations de défense des droits de l'homme dénoncent une intimidation systématique à l'encontre des partis et candidats d'opposition, les actes de violence à l'encontre de journalistes indépendants, et l'utilisation de fonds et de moyens publics pour la campagne des candidats du gouvernement.                                                                         | Le Parti du nouvel Azerbaïdjan (conservateur, autoritaire, laïc) perd la majorité absolue des sièges, mais conserve la majorité relative, loin devant tout autre parti. Il dispose d'une majorité absolue avec l'appui d'élus sans étiquette qui lui sont alliés. Artur Rasizada (PNA) demeure premier ministre.                                                                                   |
| 8 novembre  | Liberia       | Présidentielle                 | 2d tour. | Ellen Johnson Sirleaf (Parti de l'unité : libéral) est élue avec 59,4 % des voix face à George Weah (Congrès pour le changement démocratique). |
| 13 novembre | Burkina Faso  | Présidentielle                 | | Le président Blaise Compaoré (Congrès pour la démocratie et le progrès : hétéroclite) est réélu avec 80,4 % des voix face à douze autres candidats. |
| 17 novembre | Sri Lanka     | Présidentielle                 | La présidente sortante Chandrika Kumaratunga (Parti de la liberté) ne peut pas se représenter, ayant effectué deux mandats. | Mahinda Rajapaksa (Parti de la liberté : centre-gauche, nationalisme cingalais et bouddhiste) est élu avec 50,3 % des voix face à douze autres candidats, dont Ranil Wickremesinghe (Parti national uni : conservateur, libéral en économie), qui obtient 48,4 %. |
| 21 novembre | Kenya         | Référendum                     | Les citoyens sont invités à se prononcer sur un ensemble de propositions d'amendements constitutionnels, visant notamment à consolider les pouvoirs du chef de l'État. | Les réformes sont rejetées par 58,4 % des votants. |
| 26 novembre | Zimbabwe      | Sénatoriales                   | Premières élections sénatoriales. Une partie de l'opposition boycotte le scrutin, craignant des fraudes. | Le parti ZANU-PF (nationalisme noir, 'socialisme conservateur', populiste) remporte une large majorité des sièges. |
| 27 novembre | Arménie       | Référendum constitutionnel     | Les citoyens sont invités à se prononcer sur un ensemble d'amendements constitutionnels, qui transfèrent notamment certains pouvoirs du président au premier ministre ou au parlement. | Les changements sont approuvés par 94,5 % des votants. |
| 27 novembre | Gabon         | Présidentielle                 | Le Parlement a amendé la loi pour permettre au président sortant de se représenter. | Omar Bongo (Parti démocratique : conservateur) est réélu avec 79,2 % des voix face à quatre autres candidats, dont Pierre Mamboundou (Union du peuple : social-démocrate) qui obtient 13,6 %. |
| 27 novembre | Liechtenstein | Référendum                     | Les citoyens sont invités à se prononcer sur deux propositions d'amendement constitutionnel. L'une, d'initiative citoyenne, vise à inscrire dans la constitution l'interdiction (déjà en vigueur) de l'avortement. L'autre est une contre-proposition par le Landtag (parlement), visant à inscrire dans la constitution le droit au respect de la dignité humaine et le droit à la vie, sans plus de précision. | La première proposition est rejetée par 81,3 % des votants, et la seconde approuvée par 79,6 %. |
| 27 novembre | Honduras      | Législatives et présidentielle | | Alternance à la fois au Congrès et à la présidence de la République. Congrès sans majorité. Le Parti libéral (libéral-conservateur) obtient la majorité relative des sièges. Manuel Zelaya (Parti libéral) est élu président de la République avec 45,6 % des voix face à quatre autres candidats, dont Porfirio Lobo Sosa (Parti national : conservateur, chrétien-démocrate) qui obtient 42,2 %. |
| 27 novembre | Suisse        | Référendum                     | Les citoyens sont invités à se prononcer pour ou contre une interdiction de l'usage d'organismes génétiquement modifiés dans l'industrie alimentaire. | La proposition d'interdiction est approuvée par 55,7 % des votants. |

### Décembre
| Date                             | Pays                             | Élections                      | Contexte | Résultats |
| -------------------------------- | -------------------------------- | ------------------------------ | --- | --- |
| 4 décembre                       | Kazakhstan                       | Présidentielle                 | Zamanbek Nurkadilov, principale figure de l'opposition, est assassiné trois semaines avant l'élection. Les observateurs de l'OSCE dénoncent par ailleurs un climat d'intimidation à l'encontre des candidats d'opposition, des pressions sur les électeurs, des cas de bourrage d'urnes, et des fraudes aux résultats.                                                   | Le président Noursoultan Nazarbaïev, au pouvoir depuis 1989, est déclaré réélu avec 91,2 % des voix. |
| 4 décembre                       | Venezuela                        | Législatives                   | Anticipant de mauvais résultats, la plupart des partis d'opposition ne participent pas au scrutin, une décision critiquée par l'Organisation des États américains. En l'absence de réel enjeu, le taux de participation tombe à 25,3 %. | Le Mouvement Cinquième République (gauche) conserve la majorité absolue des sièges, tous les autres sièges étant remportés par ses alliés. |
| 15 et 26 novembre, et 7 décembre | Égypte                           | Législatives                   | Les différentes régions du pays votent à différentes dates. | Le Parti national démocratique (centriste, autoritaire, laïc) conserve la majorité absolue des sièges. Les candidats de l'organisation interdite des Frères musulmans (islamiste), officiellement élus sans étiquette, deviennent la principale force d'opposition parlementaire. Ahmed Nazif (PND) demeure premier ministre. |
| 7 décembre                       | Saint-Vincent-et-les-Grenadines  | Législatives                   | | Le Parti travailliste uni (gauche) conserve la majorité absolue des sièges. Ralph Gonsalves demeure premier ministre. |
| 11 décembre                      | Chili                            | Législatives et présidentielle | Tour unique des législatives et 1er tour de la présidentielle. | La Concertation des partis pour la démocratie (coalition de partis de centre-gauche) conserve la majorité absolue des sièges dans les deux chambres du Congrès. |
| 11 décembre                      | Transnistrie                     | Législatives                   | La Transnistrie est un État de facto souverain mais non-reconnu par la communauté internationale. | Alternance. Le mouvement Renouveau (libéral-conservateur) remporte la majorité absolue des sièges. |
| 14 décembre                      | Tanzanie                         | Législatives et présidentielle | Ayant effectué les deux mandats autorisés par la constitution, le président Benjamin Mkapa (parti de la Révolution) ne se représente pas. | Le parti de la Révolution (centre-gauche) conserve la majorité écrasante des sièges à l'Assemblée nationale. Jakaya Kikwete (parti de la Révolution) est élu président de la République avec 80,3 % des voix face à neuf autres candidats. |
| 15 décembre                      | Irak                             | Législatives                   | | Parlement sans majorité. L'Alliance irakienne unifiée, coalition principalement constituée de partis islamistes chiites, perd la majorité absolue des sièges mais conserve la majorité relative. Nouri al-Maliki (Alliance) devient premier ministre, formant un gouvernement de coalition avec le Front de l'accord (sunnite), l'Alliance du Kurdistan (gauche kurde), et la Liste nationale (alliance laïque allant des centristes libéraux aux communistes).                                             |
| 18 décembre                      | Bolivie                          | Législatives et présidentielle | Élections anticipées, des grandes manifestations syndicales et sociales ayant abouti à la démission du président Carlos Mesa (sans étiquette). | Alternance. Le Mouvement vers le socialisme (MAS ; gauche) remporte la majorité absolue des sièges à la Chambre des députés. Aucun parti n'a la majorité au Sénat, où le parti Pouvoir démocratique social (conservateur, libéral en économie) devance le MAS d'un seul siège. Evo Morales (MAS) est élu président de la République avec 53,7 % des voix face à sept autres candidats, marquant la première fois depuis 1978 qu'un candidat à la présidentielle obtient une majorité absolue des suffrages. |
| 18 et 19 décembre                | République démocratique du Congo | Référendum constitutionnel     | À l'issue de la deuxième guerre du Congo, une nouvelle constitution, approuvée par les différentes parties, est soumise à l'approbation des citoyens. Elle reconnaît la citoyenneté congolaise des membres de toutes les communautés ethniques présentes sur le territoire en 1960, et restreint à deux le nombre de mandats pouvant être exercés par le chef de l'État. | La constitution est approuvée par 84,3 % des votants. Des élections présidentielle et législatives ont lieu en 2006. |